# Leopold Gratz
Leopold Gratz, né le 4 novembre 1929 à Vienne et mort le 2 mars 2006 à Vienne, est un homme d'État autrichien membre du Parti social-démocrate d'Autriche (SPÖ).

## Biographie

### Débuts et ascension
Élu sénateur au Bundesrat en 1963, il devient député fédéral au Conseil national trois ans plus tard. Le 21 avril 1970, il est nommé à 40 ans ministre fédéral de l'Enseignement et des Arts dans le premier gouvernement du chancelier fédéral social-démocrate Bruno Kreisky.
Il n'est pas reconduit dans le deuxième cabinet Kreisky constitué le 4 novembre 1971 et se voit alors confier la fonction de président du groupe interparlementaire du Parti socialiste d'Autriche (SPÖ), qui rassemble députés fédéraux et sénateurs.

### Bourgmestre de Vienne
Le 5 juillet 1973, Leopold Gratz est investi à 43 ans bourgmestre de Vienne. Il remplace ainsi Felix Slavik, qui avait démissionné après le rejet de son projet de création d'un parc zoologique par référendum.
Les élections régionales du 21 octobre suivant sont un triomphe pour le SPÖ, qui gouverne Vienne depuis 1945. Avec 60,14 % des suffrages exprimés, les socialistes réalisent leur meilleur résultat depuis la Seconde Guerre mondiale, tous scrutins parlementaires confondus. Gratz met alors un terme à la « grande coalition » que le SPÖ forme avec le ÖVP depuis 28 ans.
Il inaugure le 25 février 1978 la première ligne du métro de Vienne, dont la construction avait commencé huit ans auparavant. Deux ans plus tard, il inaugure le Vienna International Centre, siège de l'Office des Nations unies à Vienne (ONUV) dont l'implantation a été négociée par le chancelier Kreisky.

### Aux plus hautes fonctions
Il démissionne le 10 septembre 1984, après avoir passé 11 ans au pouvoir, soit le mandat le plus long depuis Franz Jonas. Il devient alors ministre fédéral des Affaires étrangères à l'occasion d'un remaniement du gouvernement de Fred Sinowatz. Quand ce dernier cède ses responsabilités à Franz Vranitzky le 16 juin 1986, Gratz n'est pas reconduit.
Réélu député fédéral aux élections législatives anticipées du 23 novembre suivant, il prend le 17 décembre la présidence du Conseil national.

### Fin de vie politique
Il remet sa démission le 23 février 1989 après qu'il a été mis en cause dans « l'affaire Lucona », un scandale de fraude aux assurances commis par son proche ami Udo Proksch qui a conduit à la mort de six marins, et renonce alors à sa vie politique.
Il meurt le 2 mars 2006 des suites d'une crise cardiaque. Il est inhumé deux semaines plus tard au Zentralfriedhof à Vienne.

## Distinctions
- Grand-croix de l'ordre de l'Infant Dom Henri